# 熊本市立託麻原小学校
熊本市立託麻原小学校（くまもとしりつ たくまばるしょうがっこう）は、熊本県熊本市中央区渡鹿（とろく）二丁目にある公立小学校。「緑の教育」を推進しており、平成6,15年には全日本学校関係緑化コンクールで準特選を受賞した。

## 沿革
- 1954年（昭和29年） - 熊本市立砂取小学校、 熊本市立出水小学校、 熊本市立大江小学校より分離し開校
- 1957年（昭和32年） - 帯山分校を設置、熊本市立砂取小学校の一部校区を取込
- 1958年（昭和33年） - 帯山分校を熊本市立帯山小学校として分離
- 1966年（昭和41年） - 熊本市立西原小学校を分離

## 部活動

### 運動部
- 野球部
- ミニバスケット部（男女あり）
- バレー部
- サッカー部

### 文化部
- 緑の少年団

武田湊　（ドジャースの4番として活躍している選手）

## 学校周辺
- 熊本学園大学
- 熊本県立熊本高等学校
- 熊本県立劇場
- 熊本刑務所